# Хаф-Доум

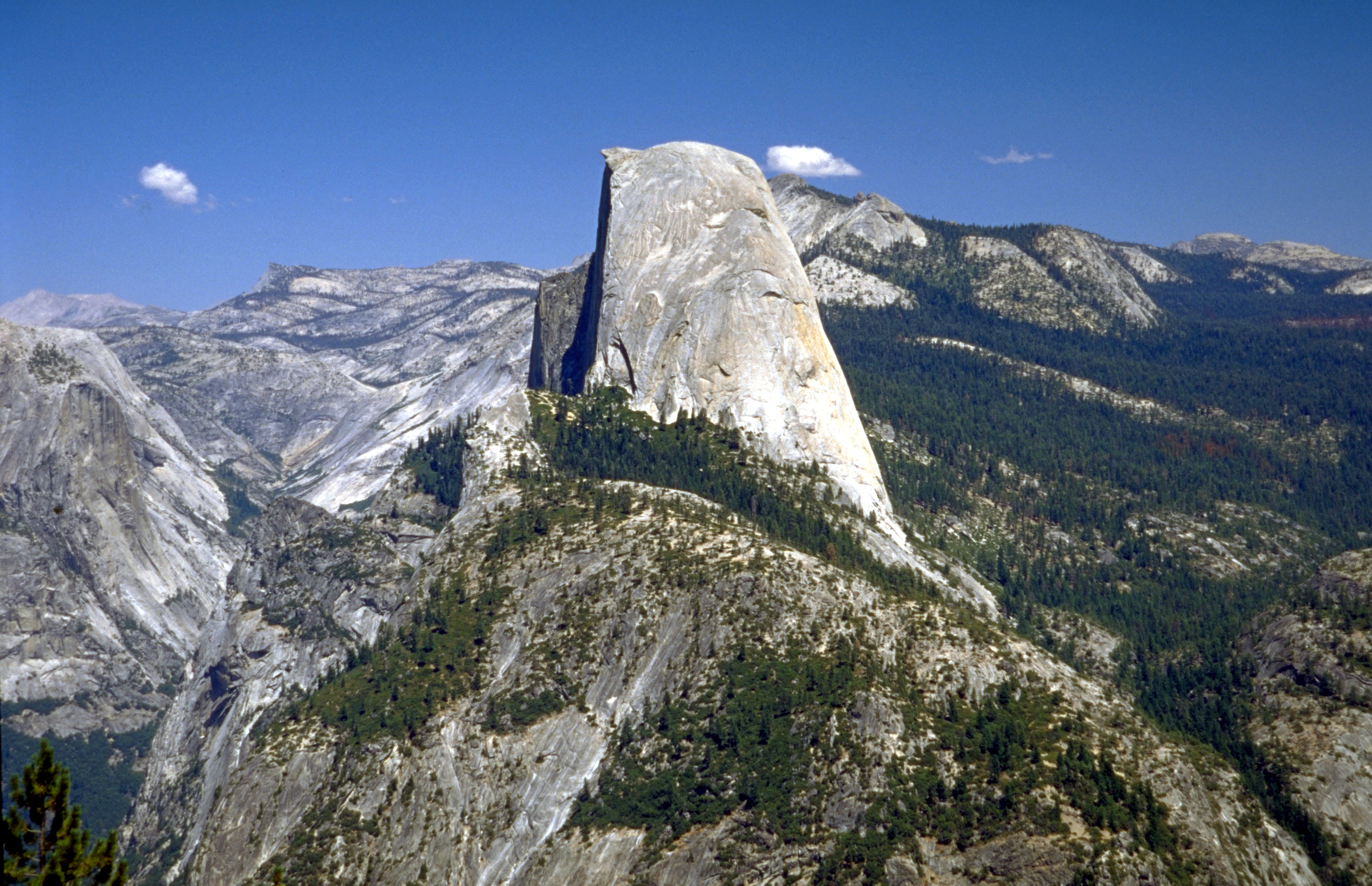
Вид на Хаф-Доум в профиль

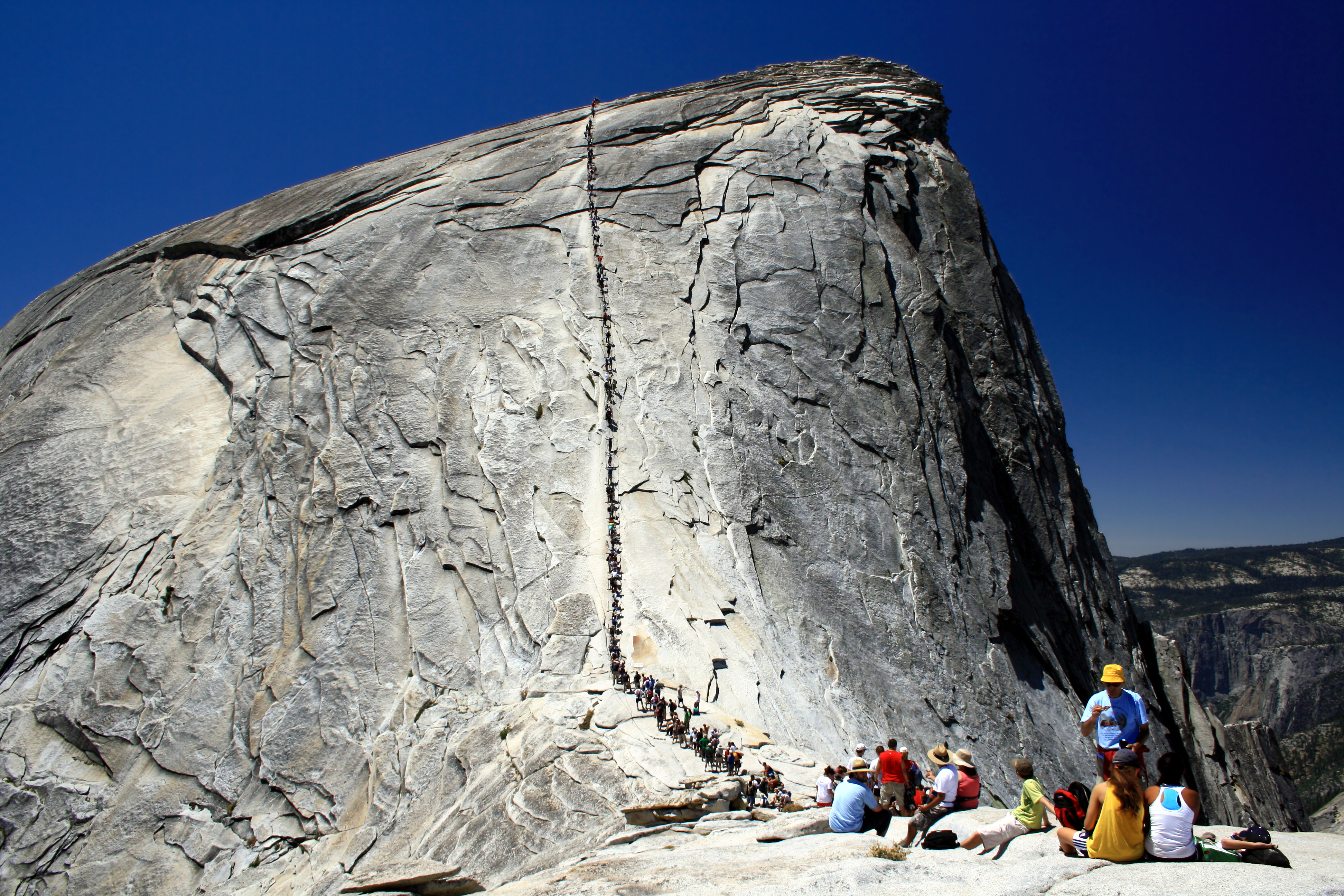
Туристы на пути к вершине скалы

Хаф-Доум (англ. Half Dome) — гранитная скала (монолит), пользующаяся большой популярностью у туристов и один из символов Йосемитского национального парка. Расположена в центральной части хребта Сьерра-Невада (штат Калифорния, США). Это один из крупнейших монолитов в Северной Америке. Вершина находится на высоте 2694 м над уровнем моря и возвышается на 1450 м над Йосемитской долиной. Состоит из гранита.

## История
Скала является символом Йосемите и долгое время оставалась недоступной вершиной. Только в 1875 году первым человеком, покорившим её, стал Джордж Андерсон.
28 марта 2009 года здесь произошёл крупный каменный оползень (у вершины Awhiyah Point обвалилось около 42 000 м³), когда камнепадом снесло сотни деревьев и засыпало часть дороги на озеро Mirror Lake. Было зафиксировано землетрясение силой 2,5 баллов.
В 2005 году в серии квотеров 50 штатов США была издана (520 400 000 экз.) медно-никелевая монета двадцатипятицентовик с изображением скалы Хаф-Доум и знаменитого американского натуралиста Джона Мьюра на её фоне (а также парящего в небесах калифорнийского кондора и гигантской секвойи).
Изображение скалы используется в качестве логотипа многими организациями и компаниями, например, экологическим обществом Sierra Club и разработчиком видео-игр Sierra Entertainment. А с октября 2010 года вид Хаф Доум печатается на новых водительских правах, выданных в штате Калифорния.

## Туризм
Скала Хаф-Доум очень популярна как у простых путешественников, так и у профессиональных скалолазов, выбирающих сложные маршруты восхождения. Отмечаются и случаи гибели туристов: в 2006—2009 гг. погибло четыре человека. Последний случай, когда туристка во время грозы сорвалась со скалы и разбилась насмерть, произошёл в 2011 году.
В некоторые летние уик-энды около 1000 туристов ежедневно совершают восхождения на Хаф-Доум (в год около 50 000 человек), которая находится всего в 3,5 часах езды от Сан-Франциско. Тысячи желающих под контролем смотрителей национального парка совершают восхождение на скалу, причём из 12 км пути последние полторы сотни метров к вершине они идут по специальному канатному маршруту (создан в 1919 году), держась за два натянутых плетёных металлических каната.
Столь высокая популярность заставила власти (Служба национальных парков США) анонсировать в 2010 году введение, начиная с сезона 2011 года, некоторых ограничений (не более 400 человек в сутки), а разрешения выдавать заранее (за неделю) не в самом Национальном парке а в службе National Recreation Reservation Service. Те кто пытается восходить на вершину «дикарями» без разрешения наказываются штрафом до 5000$ и/или заключением на 6 месяцев в тюрьме.
В 1971 году компания по производству альпинистского снаряжения The North Face создала логотип, основанный на стилизованном изображении Хаф-Доума. Этот логотип сохраняется и 50 лет спустя (в 2021 году).

## Галерея

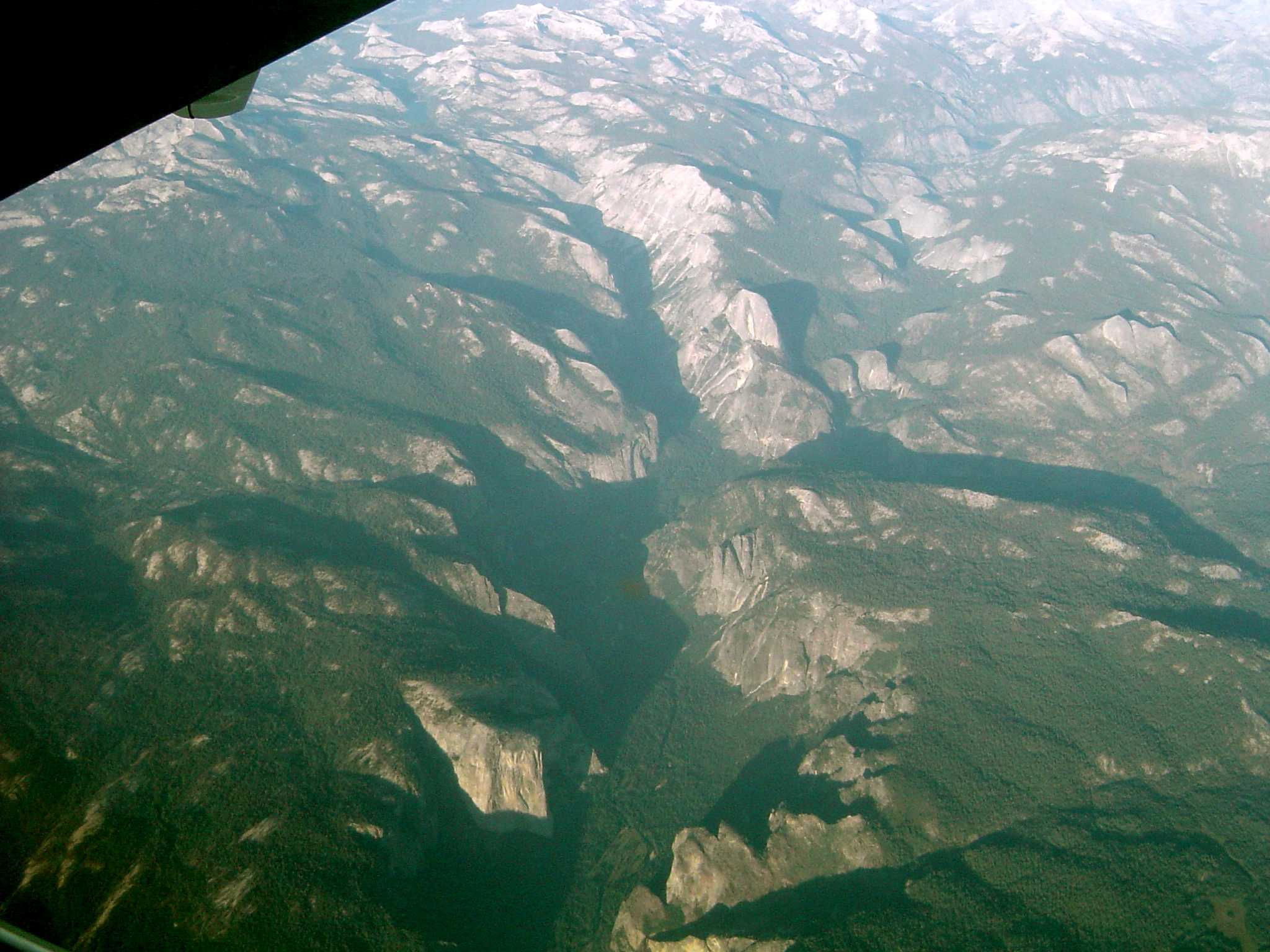
Вид с высоты птичьего полёта на Хаф-Доум и Йосемитскую долину.
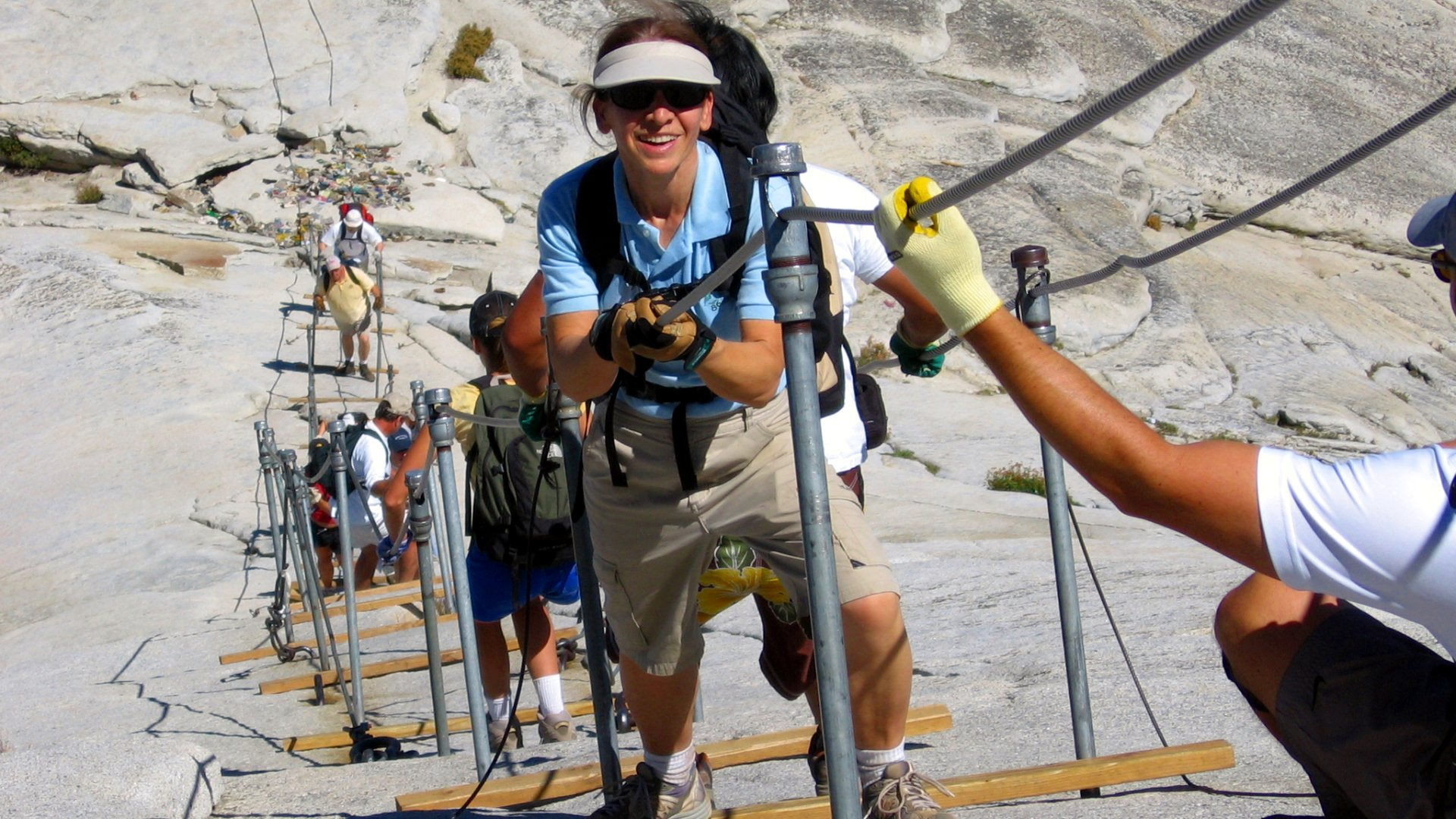
Путешественники, держась за металлические канаты, восходят на вершину скалы
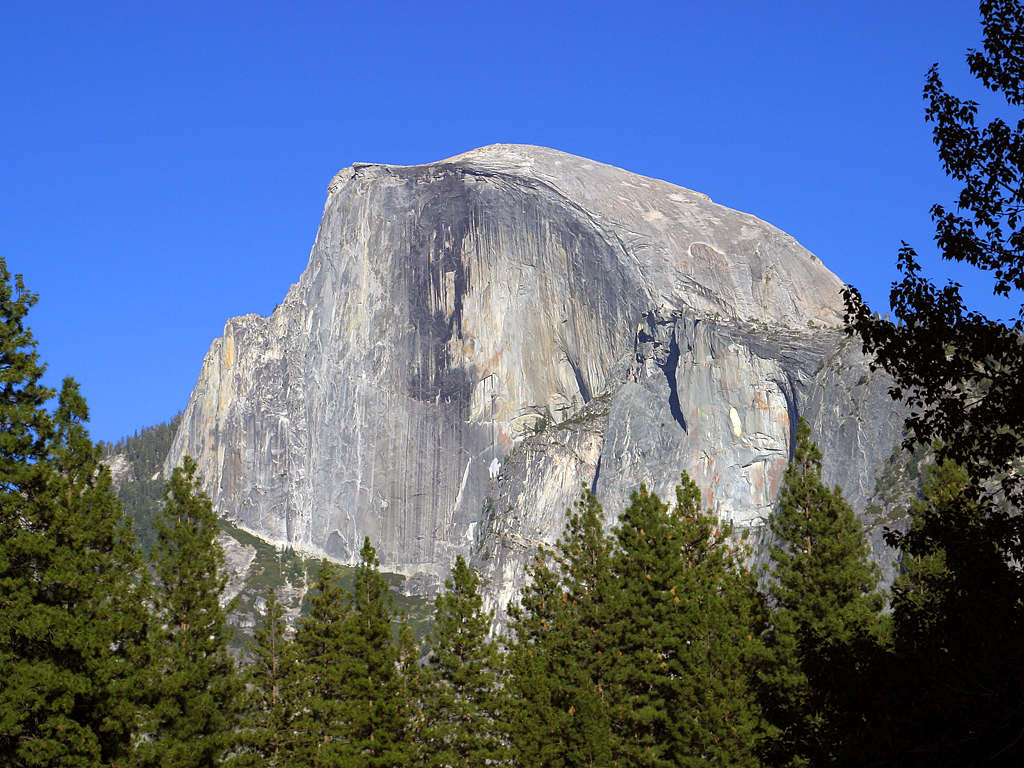
Хаф-Доум
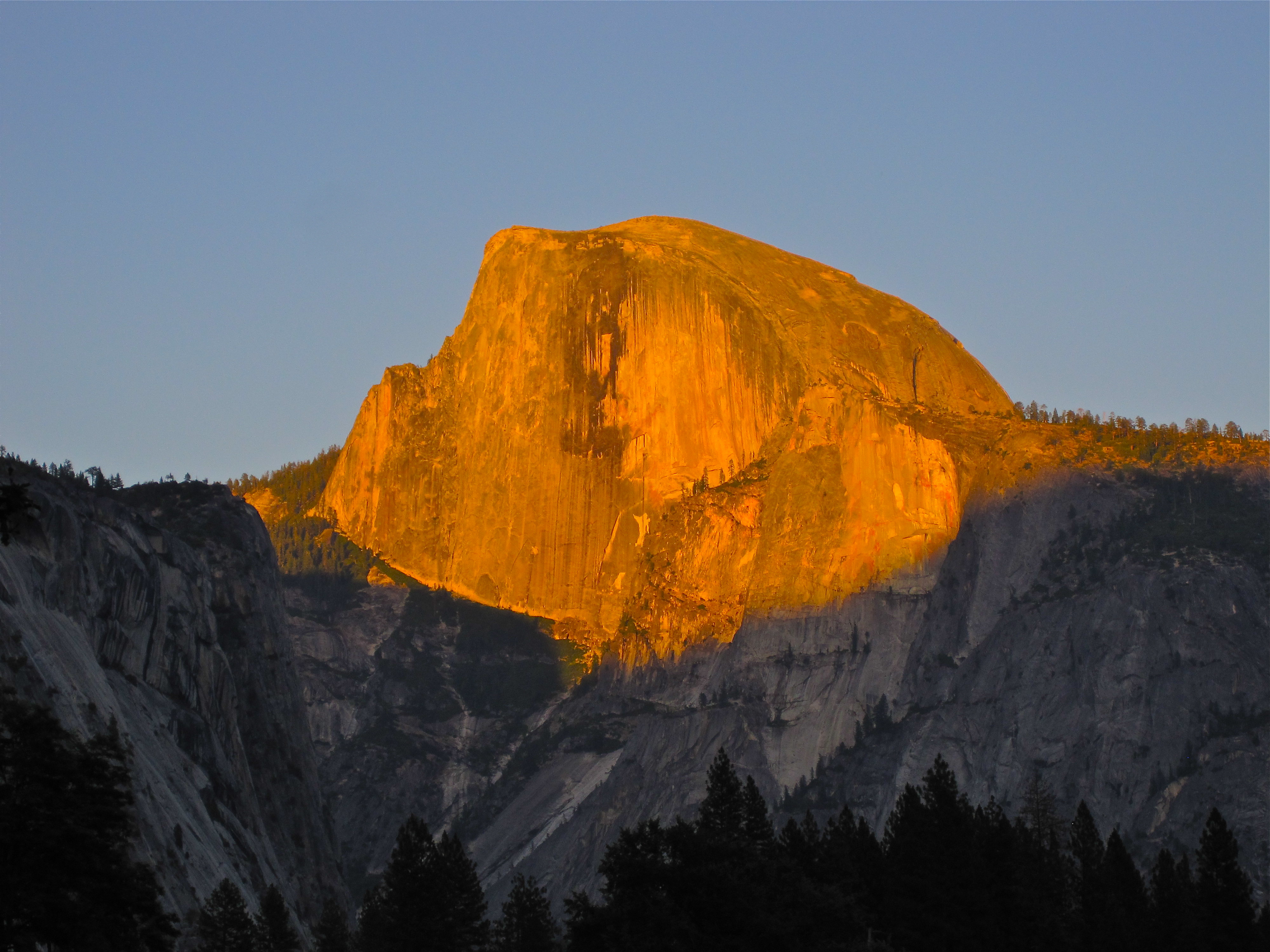
На закате